# دانييل كازانوفا
كانت دانييل كازانوفا (ولدت باسم فينسينتيلا بيريني؛ 9 يناير 1909 - 9 مايو 1943) ناشطة شيوعية فرنسية وعضوًا في المقاومة الفرنسية خلال الحرب العالمية الثانية. كانت شخصية رفيعة المستوى داخل منظمة الشباب الشيوعي وأسست تنظيمه النسائي، اتحاد الشابات الفرنسيات في 1936، أما مهنتها الأساسية فكانت طب الأسنان. اعتُقلت كازانوفا في 15 فبراير 1942 بينما كانت آتية بالفحم إلى جورج بوليتزر وزوجته؛ شاركت في تنظيم عمليات ضد المحتلين الألمان. احتُجزت أول الأمر في سجن لا سانتي في باريس، ومن ثم نُقلت إلى سجن فورت دو رومانفيل لما سببته من شغب بمساعدة زملائها السجناء. رُحلت كازانوفا إلى أوشفيتس في 24 يناير 1943، حيث بدأت العمل طبيبة أسنان في مستوصف المعسكر. توفيت بعدها بفترة وجيزة إثر إصابتها بالتيفوس. ومُنحت بعد وفاتها وسام جوقة الشرف.

## سيرتها الذاتية
ولدت فينسينتيلا بيريني في 9 يناير 1909 في أجاكسيو بكورسيكا، لوالديها معلمَي المدرسة أوليفييه وماري هياسينثي (كنيتها قبل الزواج فيرسيني). كان لقبها «ليلا» عندما كانت طفلة، ولها ثلاث شقيقات وشقيق واحد. وبعد إكمال دراستها الثانوية انتقلت إلى باريس في نوفمبر 1927 من أجل دراسة طب الأسنان.
اتضح اهتمامها بالسياسة في باريس وانضمت إلى الاتحاد الفيدرالي الطلابي، حيث التقت بزوجها المستقبلي، لوران كازانوفا، كورسيكي بالمثل. وفي 1928 انضمت إلى الرابطة الفرنسية للشباب الشيوعي. وأطلقت على نفسها اسم «دانييل» وسرعان ما أصبحت أمينة سر الهيئة الطلابية لكلية الطب. وخلال دراستها، انضمت إلى اللجنة المركزية للحركة في مؤتمرها السابع في يونيو 1932، فكانت المرأة الوحيدة العضو في اللجنة، وتولت إدارتها في فبراير 1934. وفي ظل التوسع السريع للشباب الشيوعي، كلفها المؤتمر الثامن في مرسيليا عام 1936 بتشكيل اتحاد الشابات الفرنسيات. هدفت هذه المنظمة، رغم تشابهها مع الشباب الشيوعي، إلى خلق حركة سلمية ومناهضة للفاشية. انتُخبت أمينة عامة لاتحاد الشابات الفرنسيات. وفي مؤتمرها الأول في ديسمبر 1936، نظمت حملة لجمع الحليب لضحايا الحرب الأهلية من الشباب الإسبان الذين يعانون من سوء التغذية وساعدت في جمع إمدادات الإغاثة وشحنها إلى القوات الجمهورية الإسبانية.
وفي أكتوبر 1936، تولت دانييل رئاسة الوفد الفرنسي إلى الولايات المتحدة في المؤتمر العالمي للشباب من أجل السلام في كلية فاسار. توارت دانييل كازانوفا عن الأنظار عندما حُظرت منظمة الشباب الفرنسي الشيوعي في سبتمبر 1939. فأسست دورية تريت دونيون (خط وصل). وفي أكتوبر 1940، أي بعد سقوط فرنسا، ساعدت على تشكيل لجان نسائية في منطقة باريس، فيما استمرت بكتابتها إلى الصحافة السرية، وخاصة الفكر الحر. أسست أيضًا صوت المرأة. ونظمت مظاهرات ضد قوات الاحتلال، بما في ذلك أحداث 8 نوفمبر و11 نوفمبر 1940 التي أثارها اعتقال البروفيسور بول لانجفان، وكانت كذلك وراء تنظيم مظاهرة 14 يوليو 1941. وفي 2 أغسطس 1941، التقت كازانوفا بألبرت أوزولياس في مونبارناس وعينته مسؤولًا عن كتائب الشباب، مجموعات قتالية حشدها الشباب الشيوعي.
وفي 11 فبراير 1942، ألقت الشرطة الفرنسية القبض على دانييل أثناء دخولها مخبأ الزوجين اليهود، جورج بوليتزر وزوجته ماي، في شارع دو غرينيل رقم 170 فرعي في الدائرة السابعة. وكانت الشرطة الفرنسية التابعة للواء الخاص المناهض للشيوعية تلاحق دانييل منذ 23 يناير بعد أن رصدتها تحمل حقيبة كبيرة إلى نفس المبنى (كان فيها فحم لعائلة بوليتزر). نُقلوا جميعًا إلى مقر اللواء الخاص حيث استمرت عمليات استجوابهم حتى 23 مارس. تمكنت دانييل من إيصال رسالة إلى والدتها.
وفي نهاية مارس، حُولت إلى القسم الألماني من سجن لا سانتي. وفي 24 أغسطس 1942، نُقلت مؤقتًا إلى معسكر فورت دو رومانفيل وسُلمت إلى السلطات الألمانية.
نُقلت إلى أوشفيتس في 24 يناير 1943، ووصلت في 27 يناير. عُينت في مستوصف المخيم للعمل طبيبة أسنان في الكابو (نظام وظيفي للسجناء). وساعدت نساء أخريات من القافلة 31000، فجعلت ماي بوليتزر تنتحل صفة طبيبة، وانتحلت نساء أخريات، بمن فيهن مادلين باسوت، صفة ممرضات. لم تتوقف دانييل عن تنظيم الحملات والمنشورات والفعاليات السرية، حتى في السجن ومعسكرات الاعتقال. توفيت إثر إصابتها بحمى التيفوس في 9 مايو 1943.
أموت من أجل فرنسا.
—  الكلمات الأخيرة لدانييل كازانوفا